# Каткова
Катко́ва (рос. Каткова) — присілок у складі Шадрінського району Курганської області, Росія. Входить до складу Тарасовської сільської ради.
Населення — 47 осіб (2010, 71 у 2002).
Національний склад станом на 2002 рік: росіяни — 99 %.